# Arvicanthis ansorgei
Arvicanthis ansorgei — вид гризунів родини Мишові (Muridae). Він зустрічається в Буркіна-Фасо, Гвінеї-Бісау, Малі, Нігері, Сенегалі, можливо, Беніні, можливо, Кот-д’Івуарі, можливо, Гані, можливо, Гвінеї та, можливо, Того. Його природними середовищами існування є субтропічні чи тропічні сухі чагарники, субтропічні чи тропічні вологі чагарники, субтропічні чи тропічні сухі низинні луки, субтропічні чи тропічні сезонно вологі чи затоплені низинні луки, орні землі, пасовища, сільські сади, зрошувані землі, сезонно затоплювані сільськогосподарські угіддя та канали.